# 南部信方

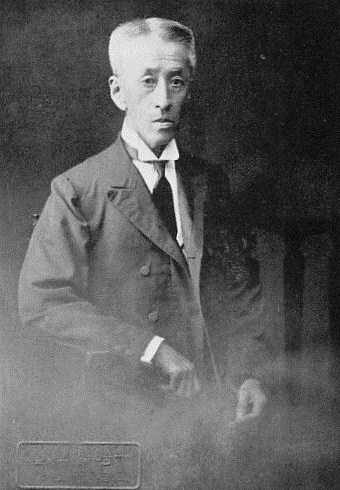
南部信方

南部 信方（なんぶ のぶかた、安政5年5月12日（1858年6月22日） - 大正12年（1923年）7月29日）は、陸奥国七戸藩の第4代（最後）の藩主、菌類学者、植物病理学者。父は本家盛岡藩の藩主・南部利剛（信方は三男）。正室は土井利善の娘・亀、継室は細川行真の娘・澄子。

## 経歴
明治元年（1868年）12月、先代藩主の南部信民が戊辰戦争における罪を問われて強制隠居となったため、翌年正月にその養嗣子となって跡を継いだ。しかし若年のため、実際の藩政は信民が行なっていた。なお、この際七戸藩が戊辰戦争以前に実際に分知を受けていたのかが問題とされたが、盛岡藩重臣新渡戸傳が七戸藩領を分知した記録を新政府に提出したために認められた（ただし、七戸藩の改易を避けるために盛岡藩側が急遽作成したとする説もある）。
明治2年（1869年）6月の版籍奉還で藩知事となったが、同年閏10月に藩政改革に反対した百姓一揆が起こった。明治4年（1871年）の廃藩置県で藩知事を退任した。明治9年（1876年）2月、明治政府からアメリカ留学を許可された。明治9年（1876年）2月には渡米してボストン大学に留学し、明治12年（1879年）に帰国、大学予備門に入学した。明治17年（1884年）7月8日、子爵を叙爵した。。同年9月には浜離宮・芝離宮・吹上御苑勤番に任ぜられ、明治19年（1886年）まで同職。明治21年（1888年）から翌年まで教職、明治28年（1895年）から明治31年（1898年）まで農商務省水産局、山林局東京大林区署嘱託、明治33年（1901年）から明治37年（1905年）まで華族女学校（現在の学習院女子中・高等科）で教職、大正3年（1915年）から亡くなる前年の大正11年（1922年）まで農商務省山林局林事試験場（現在の森林総合研究所）嘱託を務めた。卜蔵梅之亟の設立した日本植物愛護会では幹事嘱託を務め、また大正5年（1917年）12月22日に神田の多賀羅亭で開かれた植物病理学関係者の懇親会にて、植物病理学会設立の場に同席するなど、晩年まで菌学および植物病理学に携わった。大正12年（1923年）7月29日に66歳で死去。

## 研究内容・業績
南部自身は植物や菌類に関する専門的な教育を受けたわけではなかったが、20代の頃に内藤新宿植物御苑（現在の新宿御苑）に住んだことで植物に興味を抱き、農商務省農事試験場の堀正太郎のもとに出入りして、自身が採集、製作した植物病理標本をパウル・クリストフ・ヘニンクスやパウル・ディーテル（英語: Paul Dietel）などの欧州の菌学者の元に送付して同定を依頼した。また、自宅に顕微鏡を導入して菌体の観察、同定を行い、卜蔵梅之丞や北島君三へ送られてきた標本についても鑑定同定を担当した。自身でも日本全国に採集旅行に赴いて標本を収集し、その病原菌の同定を行った。
植物學雜誌に、欧州に送付した植物病理標本の鑑定結果に関する記事を、また病害蟲雜誌には自身が鑑定した植物病害に関する記事を発表した。送付した標本を元に新種記載された植物病原菌にはOchropsora nambuanaやPhragmidium nambuanum、Puccinia nambuanaなど南部に献名されたものがある。また南部自身も鹿児島県でアカマツ苗に発生した病害の鑑定結果からCercoseptoria pini-densiflorae（= Pseudocercospora pini-densiflorae）を堀と共に新種記載している。

## 家族
- 父：南部利剛（1827 - 1896）- 陸奥盛岡藩第14代藩主。
- 母：楽 - 宮治兵衛の娘。側室（実母）。
- 養父：南部信民（1833 - 1900）- 陸奥七戸藩第3代藩主。
- 先妻：亀子（1863 - ?）- 土井利善の娘。
- 継妻：澄子（1871 - 1945）- 細川行真の娘。
- 生母不明の子女
  - 長女：信子（1882 - 1913）- 島津壮之助男爵の妻。
  - 四女：正子（1894 - 1948）- 南部信孝子爵の妻。
  - 五女：民子（1898 - ?）- 海軍少将・鍋島茂明の妻[2]。
  - 六女：静子（1902 - ?）- 岡琢郎検事の妻[3]。
  - 七女：由紀子（1905 - 1935）
  - 八女：富士子（1908 - 1946）
- 養子
  - 男子：南部信孝（1888 - ?）- 鍋島直大の三男[4]。1929年に隠居。